# Мерлони, Витторио
Витто́рио Мерло́ни (итал. Vittorio Merloni; 30 апреля 1933 — 18 июня 2016, Фабриано) — итальянский бизнесмен и промышленник. В 1975 году основал компанию по производству бытовой техники Merloni Elettrodomestici (сейчас — Indesit Company).

## Биография
Сын итальянского предпринимателя и политика Аристида Мерлони (ит.). Окончил Университет Перуджи по специальности «Экономика и торговля».
В 1960 году начал работу в семейном бизнесе и в 1975-м возглавил только что созданную компанию Merloni Elettrodomestici (с 2005 года — Indesit Company). 29 апреля 2010 пост Президента компании занял его сын Андреа. В короткие сроки группа заняла лидирующие позиции на европейском рынке и создала производственные мощности в Италии, Польше, Великобритании, России и Турции.
С 1987 года акции компании Indesit Company стали котироваться на Миланской фондовой бирже. Сейчас компания является одним из ведущих производителей крупной бытовой техники в Европе и занимается производством стиральных машин, стирально-сушильных машин, сушильных машин, посудомоечных машин, холодильников, морозильных камер, плит, варочных поверхностей, духовых шкафов, вытяжек.
В 1980 году стал президентом Confindustria (Конфедерация итальянской промышленности), этот пост он занимал 4 года. В 1984 году, когда получил титул «Cavaliere del lavoro», его избрали президентом Centromarca, итальянской ассоциации брендов, на этом посту он оставался до 1988 года.
В 2001 году начался его 4-летний президентский срок в Assonime, итальянской ассоциации публичных акционерных компаний. В этом же году Политехнический университет Милана присвоил ему почетное звание за заслуги в инженерном деле. После этого Витторио Мерлони также получил ряд других наград: так в 2003 году, спустя 2 года после того, как Indesit Company приобрела английский бренд Hotpoint, он получил орден Британской империи.
В 2004 году получил награду Leonardo за «интернационализацию», а в 2005 — Приз GEI (Gruppo Esponenti Italiani) в Нью-Йорке.
Был активным сторонником развития торгово-экономического сотрудничества с Россией и странами СНГ. В октябре 1993 года открыл представительство своей компании в России и представил на отечественном рынке бытовую технику марок Ariston и Indesit. В 2000 году Merloni Elettrodomestici приобрела 100 % акций крупнейшего российского производителя холодильников — липецкого завода «Стинол». Являлся одним из инициаторов создания особой экономической зоны в Липецкой области по модели итальянских промышленных округов. Его компания инвестировала там крупные средства и в 2004 году построила в Липецке завод по производству стиральных машин. На долю Indesit приходилось до 30 % продаж крупной бытовой техники в России. В 2014 году американский производитель бытовой техники Whirlpool заключил соглашение с акционерами Indesit о покупке более 60 % компании примерно за 1 миллиард долларов.
До последнего дня занимал пост почётного Председателя Совета директоров компаний Indesit Company и Fineldo.
Скончался 18 июня 2016 года.

## Семья
Отец — Аристиде Мерлони (ит.) (итал. Aristide Merloni; 1897—1970), итальянский предприниматель и политик, сенатор. Основатель компании Ariston. Погиб в авиакатастрофе.
Мать — Мария Маттиоли (итал. Maria Mattioli; ?—1960)
Сестра — Эстер Мерлони (итал. Ester Merloni; 1922—2015)
Брат — Франческо Мерлони (ит.) (итал. Francesco Merloni; род. 17 сентября 1925), итальянский предприниматель и политик, сенатор. Возглавлял Ariston Thermo Group до 2011 года.
Брат — Антонио Мерлони (ит.) (итал. Antonio Merloni; 1926—2020), итальянский предприниматель. Основатель компании ARDO S.p.A. Возглавлял фирму Antonio Merloni Cylinders Ghergo Group S.p.A., в дальнейшем Antonio Merloni S.p.A.
Жена — Франка Карлони
- Дочь — Мария Паола Мерлони (ит.)
- Сын — Андреа Мерлони (итал. Andrea Merloni; 1967—2020), президент компаний Indesit Company и Benelli of Pesaro.
- Сын — Аристиде Мерлони (итал. Aristide Merloni; род. 1967)
- Дочь — Антонелла Мерлони, управляет компанией Fineldo